# Лејк Хамилтон (Арканзас)
Лејк Хамилтон (енгл. Lake Hamilton) насељено је место без административног статуса у америчкој савезној држави Арканзас.

## Демографија
По попису из 2010. године број становника је 2.135, што је 526 (32,7%) становника више него 2000. године.
| Група             | 2000.         | 2010.         |
| Белци             | 1.510 (93,8%) | 1.870 (87,6%) |
| Афроамериканци    | 14 (0,9%)     | 125 (5,9%)    |
| Азијати           | 20 (1,2%)     | 32 (1,5%)     |
| Хиспаноамериканци | 36 (2,2%)     | 64 (3,0%)     |
| Укупно            | 1.609         | 2.135         |